# Quintette Marie-Claire Jamet
Le Quintette Marie-Claire Jamet est un quintette instrumental français.

## Historique
Le quintette est fondé en 1959 par Marie-Claire Jamet à la suite de la dissolution du quintette Pierre Jamet créé par son père. Son effectif instrumental est constitué d'une flûte, d'une harpe et d'un trio à cordes (violon, alto et violoncelle). 
L'ensemble cesse ses activités en 1976. 

## Membres
Les membres de l'ensemble étaient :
- violon : Henri Roses, José Sanchez, Hervé Le Floch (1970) ;
- alto : Colette Lequien ;
- violoncelle : Pierre Degenne ;
- flûte : Christian Lardé ;
- harpe : Marie-Claire Jamet.

## Créations
Le Quintette Marie-Claire Jamet est notamment le créateur d'œuvres de Castérède, Damase, Ferrari, Giovaninetti[Qui ?] et Malipiero. 